# Marcus Garvey
Marcus Mosiah Garvey (St. Ann's Bay, 17. kolovoza 1887. – London, 10. lipnja 1940.), jamajčanski crnački vođa i jedan od najvažnijih boraca za prava obojenih ljudi. 

## Životopis
Rođen je 17.8.1887. u Zaljevu Sv. Ane kao najmlađe od jedanaestero djece Sarah i Marcusa Garveya. Bio je u SAD-u i dopisivao se s Bookerom T. Washingtonom, još jednim borcem protiv rasizma. Imao je niz uspješnih inicijativa, ali i promašaja. Navodno je prorekao okrunjenje Haila Selassiea za cara Etiopije. Tijekom 1920-ih govorio je:"Pogledajte u Afriku, jer ondje će kralj biti okrunjen."
Za rastafarijance, on je crni Ivan Krstitelj.
- 1903. sa 17 godina odlazi u Kingston na Jamajci raditi kao štampar. Tamo je postao upoznat s politikom, počeo se zanimati za javne aktivnosti, te je pomogao oformiti sindikat štampara, prvi trgovački sindikat na Jamajci.
- 1910. započinje seriju putovanja koja će mu pomoći da se determinira kao nacionalist koji si za cilj uzima podizanje rase, ekonomski i duhovno. Posjetio je Costa Ricu, Panamu, Ekvador, te naposljetku Englesku gdje su kontakti s crnim nacionalistima u njemu potaknuli jak interes za Afriku i njenu povijest. U kutu za govornike Hyde Parka bio je čest gost.
- 1914. utemeljio je UNIA-u; Universal Negro Improvement Association (Univerzalno udruženje za poboljšanje položaja crnaca). Njezini ciljevi su bili općenito podizanje duha crnaca diljem svijeta, promoviranje crnačke solidarnosti, te briga za dobrobit crnaca, posebno afričkih crnaca.
- 1916. Garvey odlazi u SAD prikupiti sredstva za nastavak rada njegove organizacije.
- 1917. osniva u New Yorku ogranak UNIA-e, a skoro utemeljuje i Negro World (Crnački svijet), novine koje će biti glasnik njegovih riječi. Također osniva i Black Star Line, kompaniju parobroda koja će mu služiti kao financijsko-komercijalni oslonac.

Garvey je propovijedao ekonomsku nezavisnost, ponos rase, i potrebu da se Afro-amerikanci vrate u Afriku. Naglašavao je vjeru u jednog Boga, boga Afrike, boga Jaha, kojeg su Crnci navodno nečim uvrijedili pa ih je poslao u ropstvo, te se moraju vratiti u Afriku kako bi "iskupili" kontinent. Govorio je crncima da se upoznaju s prastarom povijesti i njihovim bogatim kulturnim nasljeđem. Prizivao je ponos crne rase.
Nakon 1920. njegova popularnost je počela naglo opadati. Bio je kritiziran i proglašavan naivnim sanjarom.
- 1922. Black Star Line propada zbog lošeg vodstva, a Garveya uhićuju zbog pronevjere. Garvey se sam branio na sudu i bio osuđen
- 1925. Dvije godine kasnije biva pomilovan i deportiran natrag na Jamajku.

Garvey je ponovno pokušao ući u lokalnu politiku i ponovno oživjeti UNIA-u, no bezuspješno. On seli u Englesku gdje nastavlja svoj rad socijalnog protesta i pozivanja na oslobođenje Afrike. Marcus Garvey umire u Londonu 10. lipnja 1940. Umro je od komplikacija nakon moždanog udara. Na svome vrhuncu, u periodu od 1922. do 1924., njegov pokret je imao preko 8 milijuna sljedbenika.
Bio je jedan od najžešćih zagovornika pan-afrikanizma. 1964. njegovo tijelo preneseno je natrag na Jamajku. Pokopan je u Parku nacionalnih heroja, prethodno postavši prvi nacionalni junak Jamajke.